# Matthew Flinders

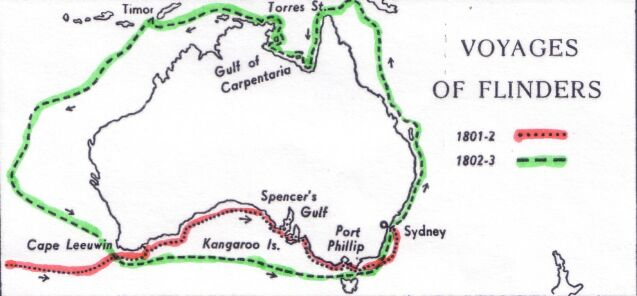
Flinders utazásainak nyomvonala Ausztrália partjai mentén

Matthew Flinders (Donington, Lincolnshire, 1774. március 16. – London, 1814. július 19.) angol utazó és térképész.

## Élete
Matthew Flinders sebész és Susannah Ward fiaként született. 1789-ben, tizenöt évesen lépett be a királyi haditengerészet kötelékébe. Fölfedező utazását 1795-ben kezdte meg George Bass hajóorvos társaságában Ausztrália délkeleti partja mentén. 1798-ban ő maga térképezte fel a Bass-szoros keleti bejáratánál levő szigeteket, azután Bass-szal együtt fedezte föl a szorost és hajózta körül Tasmaniát. További kutatásainak nagy eredményei voltak. 1801-ben a déli partot kutatta át a Leeuwin-fokig, 1802-ben a keleti part mentén északra hajózva a partot kutatta át és a nagy Barrier-zátonyt, a Torres-szorosnak a Prince of Wales-szigettől északra eső egyetlen biztos átjárását fedezte fel és a Carpentaria-öböl partjait térképezte fel. Utazásairól szóló műve: Voyage to Terra Australia (London 1814, 2 kötet).
1954 és 1966 között Matthew Flinders portréja szerepelt az ausztrál font utolsó 10 shillinges (1/2 fontos) bankjegyén.

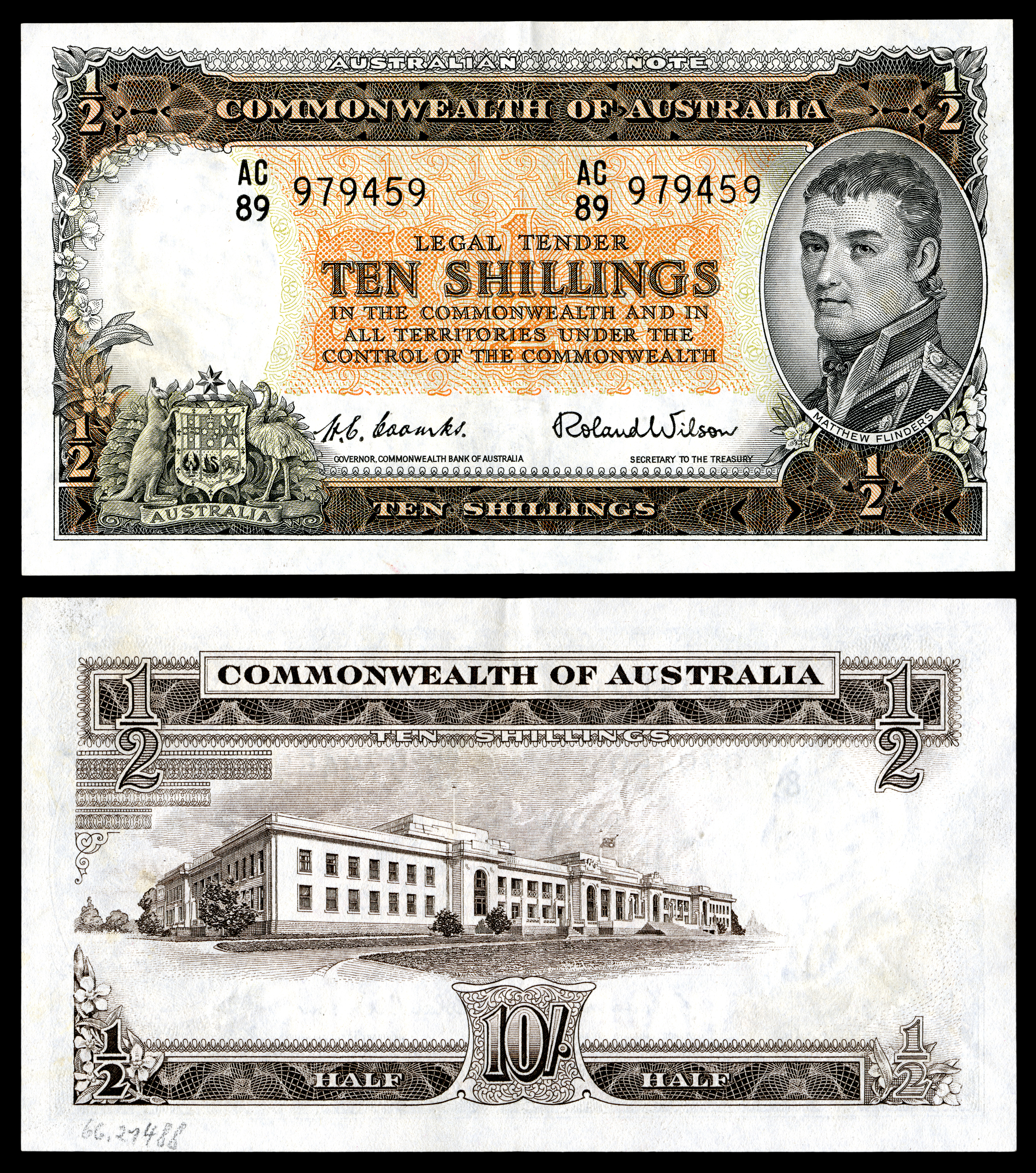
Ausztrál 10 shillinges (1/2 fontos) bankjegy (1954-1966). Mérete: 137 x 76 mm.